# Séraphine
Séraphine è un film del 2008 diretto da Martin Provost, basato sulla vita della pittrice francese Séraphine de Senlis.
Il film, pellicola biografica incentrata sulla figura di Séraphine Louis, pittrice autodidatta francese, e sul rapporto con il collezionista d’arte tedesco Wilhelm Uhde, ha trionfato ai Premi César 2009, con sette premi vinti, fra cui quello per il miglior film e miglior attrice a Yolande Moreau.

## Trama
Nel 1912, Wilhelm Uhde, noto collezionista e critico d’arte tedesco, si trasferisce da Parigi alla cittadina provinciale francese di Senlis, con l’intento di allontanarsi dal trambusto metropolitano e dedicarsi con tranquillità alla scrittura. Lì assume come domestica una donna di mezza età, apparentemente insignificante e piuttosto eccentrica: Séraphine Louis. Nota in paese per i suoi comportamenti stravaganti, come parlare agli alberi, Séraphine è oggetto di derisione da parte della comunità locale.
Un giorno Uhde scopre casualmente un dipinto realizzato da Séraphine nel tempo libero. Colpito dal suo stile originale e visionario, riconosce subito il suo talento e decide di sostenerla, come già aveva fatto in passato con artisti quali Pablo Picasso e Henri Rousseau. Tuttavia, lo scoppio della prima guerra mondiale nel 1914 costringe Uhde e sua sorella Anne-Marie a lasciare la Francia e fare ritorno in Germania. Solo nel 1927 Uhde rientra a Senlis per recuperare la collezione d’arte che aveva dovuto abbandonare.
All’epoca, convinto che Séraphine sia ormai morta, scopre con sorpresa alcune sue opere esposte a una mostra locale. La pittrice, all’epoca sessantatreenne, continua a lavorare come donna delle pulizie, ma ha affinato il proprio stile pittorico, dedicandosi in particolare alla rappresentazione di fiori e frutti. Uhde decide di diventare il suo mecenate, introducendola nel circuito dell’arte ufficiale e garantendole migliori condizioni di vita. Tuttavia, l’arrivo della grande depressione compromette il mercato artistico: Uhde non riesce più a vendere le opere di Séraphine né a sostenerne il crescente stile di vita, divenuto dispendioso ed eccentrico.
Col passare del tempo, le stranezze della pittrice si trasformano in vere e proprie ossessioni. In preda a un progressivo squilibrio mentale, Séraphine viene infine internata in un ospedale psichiatrico su segnalazione dei vicini. Vi trascorrerà il resto della sua vita. Uhde cerca di visitarla, ma i medici glielo sconsigliano, ritenendo che l’arte stessa sia stata la causa del suo crollo mentale. Nonostante ciò, il collezionista si prende cura di lei, assicurandole la migliore sistemazione possibile nella struttura, con accesso a un giardino, affinché possa restare in contatto con la natura, sua fonte di ispirazione più profonda.

## Premi e candidature
- 2009 - Premio César
  - Miglior film.
  - Miglior attrice a Yolande Moreau.
  - Miglior sceneggiatura originale a Marc Abdelnour e Martin Provost.
  - Migliore fotografia a Laurent Brunet.
  - Miglior scenografia a Thierry François.
  - Migliori costumi a Madeline Fontaine.
  - Miglior colonna sonora a Michael Galasso.
  - Nomination Miglior regia a Martin Provost.
  - Nomination Miglior sonoro a Philippe Vandendriessche, Emmanuel Croset e Ingrid Ralet.
- 2009 - Premio Lumière
  - Miglior attrice a Yolande Moreau.